# Papp Katalin (röplabdázó)
Papp Katalin, Steiner Gyuláné (Csegöld, 1946. június 16. – 2020. november 8.) válogatott magyar röplabdázó.

## Pályafutása
14 évesen a  Nyíregyházi Spartacus csapatában kezdte a röplabdázást. 1965 és 1979 között a NIM SE játékosa volt, ahol kilenc bajnoki és nyolc MNK győzelmet ért el az együttessel. 1973–74-ben BEK-győztes lett a csapattal.
1967 és 1976 között 33 alkalommal szerepelt a válogatottban. Tagja volt az 1967-es törökországi Európa-bajnokságon ötödik helyezést elért csapatnak.

## Sikerei, díjai
- Európa-bajnokság
  - 5.: 1967
- Magyar bajnokság
  - bajnok (9): 1969, 1971, 1972, 1973, 1974, 1975, 1976, 1977, 1979
  - 2. (2): 1968, 1970
  - 3.: 1966
- Magyar kupa
  - győztes (8): 1969, 1970, 1971, 1972, 1973, 1976, 1977, 1979
  - 2. (3): 1967, 1974, 1975
- Bajnokcsapatok Európa-kupája (BEK)
  - győztes: 1972–73
  - 2.: 1973–74
  - 3.: 1974–75